# Ralph Biggs
Ralph Biggs (* 6. Februar 1976 in Washington, North Carolina) ist ein ehemaliger gebürtiger US-amerikanischer Basketballspieler, der seit 2005 auch die belgische Staatsbürgerschaft besitzt. Biggs hat als Profi für Vereine in Europa gespielt, neben seiner zweiten Heimat Belgien insbesondere in Russland.

## Karriere
Während seines Studiums in seinem Heimatland an der Towson University in Maryland spielte Biggs für die Hochschulmannschaft Tigers, die 1995 von der Big South Conference in die America East Conference der NCAA Division I wechselte. Biggs war in den letzten beiden Jahren seiner Spielzeit der beste Korbschütze der Tigers und wurde in diesen beiden Jahren auch zum Sportler des Jahres der Hochschule gewählt. Zudem wurde er 1998 beim Final Four der NCAA zum Slam-Dunk-Contest als Teilnehmer eingeladen. 2017 wurde er in die Ruhmeshalle des Towson-Hochschulsports aufgenommen.
Nach seinem Studium spielte er zunächst in den Niederlanden in Weert, wo er zum Most Valuable Player der Saison 1998/99 in der Eredivisie gewählt wurde. Dies gelang ihm auch 2002 in der belgischen Liga, nachdem er bereits 1999 zum belgischen Klub aus Ostende gewechselt war. Mit dem zu dieser Zeit unter Telindus firmierenden Verein feierte er auch die belgische Meisterschaft 2001 und 2002, davon 2001 als Double in Verbindung mit dem Pokalsieg.
In Erwartung seiner Einbürgerung unterschrieb er 2003 einen Vertrag beim Klub aus Charleroi, als diese sich weiter hinzog, wurde er dann aber zum Verein aus Lüttich verliehen, mit dem er 2004 einen weiteren belgischen Pokalsieg errang und im Meisterschaftsfinale Spirou Charleroi unterlag. 2004 wechselte er endgültig in den Kader des damaligen Meisters Spirou, dem aber in den folgenden drei Spielzeiten mit Biggs eine weitere Meisterschaft verwehrt blieb, stattdessen verlor man 2005 beide Endspiele um Meisterschaft und Pokal. Auch die mittlerweile erfolgte Einbürgerung von Biggs konnte im Ergebnis nicht zu weiteren Erfolgen genutzt werden, da im Folgenden noch nicht einmal die Endspiele erreicht wurden.
2007 wechselte Biggs schließlich aus seiner zweiten Heimat Belgien nach Russland an den Ural nach Perm. Nach dem dritten Platz in den Playoffs 2008 ging der zweimalige russische Meister von 2001 & 2002 und damit einzige Verein, der neben PBK ZSKA Moskau seit 1992 jemals die Play-offs der Superleague Russland siegreich beendet hat, während der Saison 2008/09 bankrott und wurde zur folgenden Spielzeit vom Spielbetrieb abgemeldet. Biggs wechselte innerhalb der Liga nach Samara zu Krasnye Krylja, welcher die Nachfolge des ebenfalls bankrotten CSK VVS angetreten hatte. Während man in der russischen Meisterschaft am Ende Vorletzter wurde, erreichte die Mannschaft jedoch das Endspiel der FIBA EuroChallenge gegen den letztlich siegreichen Gastgeber BG 74 Göttingen. Anschließend wechselte Biggs ins französische Limoges, wo er beim Nachfolgeverein des ehemaligen Landesmeister-Europapokalsiegers von 1993 und des ebenfalls schon im Jahr 2000 bankrottgegangenen Vereins Cercle Saint-Pierre spielte. Im Februar 2011 kehrte er nach Belgien zurück und trat für die Giants aus Antwerpen an, wo er unter anderem mit Tim Black zusammenspielte. Im Alter von 38 Jahren beendete Biggs seine Spielerlaufbahn.
Biggs ging in die Vereinigten Staaten zurück und wurde an der Washington High School, die er als Schüler selbst besucht hatte, als Basketballtrainer tätig. Das Amt hatte er von 2015 bis 2020 inne und wechselte dann an die John Paul II Catholic High School nach Greenville (North Carolina).